# Slaget ved Köln
Slaget ved Köln blev udkæmpet nær byen Köln i år 716. Slaget er kendt især som det første slag under Karl Martells ledelse og som det eneste nederlag i hans liv.
I 716 invaderede kongen af frankerne Chilperik 2. og Ragenfrid, borgmester i slottet Neustrien, Austrasien for at påtvinge deres vilje på de konkurrerende fraktioner der: dem under Theudoald og Plectrude, barnebarn (og udset arving) og enke henholdsvis af Martells fader Pipin af Herstal, og dem af Martell selv, der nyligt var undsluppet fra Plectrudes fængsel i Köln og udnævnt leder af slottet Austrasien. Samtidig invaderede Radbod, konge af Frisland, Austrasien som allieret med kongen og Neustrianerne.
Uden for Köln, der var i Plectrudes besiddelse, blev en dårligt forberedt Karl Martell besejret af Radbod og tvunget til at flygte til bjergene i Eifel. Köln faldt efter en kort belejring til kong Chilperik og Neustrianerne. Neustrianerne tvang Plectrude til at anerkende Chilperik, søn af Childeric 2., som konge efter at have taget denne merovingianer og sat ham i kloster, hvor han levede under navnet Daniel.
Først i bjergene i Eifel begyndte Karl at samle sine tilhængere og var kort efter klar til at tage kampen op. Han overfaldt en hær under Chilperik 2. i slaget ved Amblève nær Ameland, da de vendte triumferende hjem fra Köln, og knuste deres hær. Karl forblev der efter ubesejret i de næste 25 år.

50°56′33″N 6°57′32″Ø / 50.94257°N 6.958976°Ø